# Campeonato Asiático de Atletismo de 2019 - 100 m com barreiras feminino
A prova dos 100 metros com barreiras feminino do Campeonato Asiático de Atletismo de 2019 foi disputada entre os dias 23 e 24 de abril de 2019 no Estádio Internacional Khalifa em Doha, no Catar. 

## Recordes
Antes desta competição, os recordes mundiais e do campeonato nesta prova eram os seguintes:
|                       | Nome            | Nacionalidade  | Tempo  | Local   | Data                |
| --------------------- | --------------- | -------------- | ------ | ------- | ------------------- |
| Recorde mundial       | Kendra Harrison | Estados Unidos | 12s 20 | Londres | 22 de julho de 2016 |
| Recorde do campeonato | Su Yiping       | China          | 12s 99 | Jacarta | 2000                |
| Recorde asiático      | Olga Shishigina | Cazaquistão    | 12s 44 | Lucerna | 27 de junho de 1995 |

## Medalhistas
| Ouro               | Prata             | Bronze            |
| Ayako Kimura (JPN) | Chen Jiamin (CHN) | Masumi Aoki (JPN) |

## Cronograma
Todos os horários são locais (UTC+3)
| Data        | Hora  | Evento  |
| ----------- | ----- | ------- |
| 23 de abril | 09:15 | Bateria |
| 24 de abril | 17:05 | Final   |

## Resultados

### Bateria
Qualificação: 3 atletas de cada bateria  (Q) mais os  2 melhores qualificados (q). 
Vento:
 Bateria 1: +1.3 m/s, Bateria 2: +1.9 m/s
| Posição | Bateria | Atleta               | Nacionalidade | Tempo | Notas                |
| ------- | ------- | -------------------- | ------------- | ----- | -------------------- |
| 1       | 2       | Ayako Kimura         | Japão         | 13.19 | Q                    |
| 2       | 1       | Chen Jiamin          | China         | 13.30 | Q,                   |
| 3       | 1       | Masumi Aoki          | Japão         | 13.31 | Q                    |
| 4       | 2       | Lui Lai Yiu          | Hong Kong     | 13.35 | Q,                   |
| 5       | 1       | Hsieh Hsi-en         | Taipé Chinesa | 13.39 | Q,                   |
| 6       | 1       | Jung Hye-lim         | Coreia do Sul | 13.46 | q                    |
| 7       | 2       | Wu Yanni             | China         | 13.52 | Q                    |
| 8       | 1       | Aygerim Shynazbekova | Cazaquistão   | 13.60 | q,                   |
| 9       | 2       | Cheng Tan-hsiu       | Taipé Chinesa | 13.66 |                      |
| 10      | 2       | Emilia Nova          | Indonésia     | 13.70 | Recorde da temporada |
| 11      | 2       | Elnaz Kompanizare    | Irão          | 14.12 | Recorde da temporada |
| 12      | 1       | Manevanh Chanthavong | Laos          | 14.79 |                      |
| 13      | 1       | Dlsoz Obed Najim     | Iraque        | DNS   |                      |
| 13      | 2       | Rita Abdalla         | Jordânia      | DNS   |                      |

### Final
Vento: +1.3 m/s
| Posição           | Raia | Atleta               | Nacionalidade | Tempo | Notas                |
| ----------------- | ---- | -------------------- | ------------- | ----- | -------------------- |
| Medalha de ouro   | 4    | Ayako Kimura         | Japão         | 13.13 |                      |
| Medalha de prata  | 6    | Chen Jiamin          | China         | 13.24 | Recorde pessoal      |
| Medalha de bronze | 7    | Masumi Aoki          | Japão         | 13.28 |                      |
| 4                 | 5    | Lui Lai Yiu          | Hong Kong     | 13.32 | Recorde pessoal      |
| 5                 | 9    | Wu Yanni             | China         | 13.33 | Recorde da temporada |
| 6                 | 8    | Hsieh Hsi-en         | Taipé Chinesa | 13.37 | Recorde pessoal      |
| 7                 | 2    | Jung Hye-lim         | Coreia do Sul | 13.50 |                      |
| 8                 | 3    | Aygerim Shynazbekova | Cazaquistão   | 13.50 | Recorde da temporada |

Legenda
| Recorde mundial       | Recorde mundial (World record)               |                       | Recorde africano                      | Recorde africano (African) |                                           | Q | Classificado por posição (Qualified) |
| Recorde do campeonato | Recorde do campeonato (Championship record)  | Recorde da América    | Recorde da América (Americas)         | q                          | Classificado por melhor tempo (Qualified) |   |                                      |
| Melhor marca do ano   | Melhor marca do ano (World leading)          | Recorde asiático      | Recorde asiático (Asian)              | DNS                        | Não largou (Did not start)                |   |                                      |
| Recorde nacional      | Recorde nacional (National record)           | Recorde europeu       | Recorde europeu (European)            | DNF                        | Não terminou (Did not finish)             |   |                                      |
| Recorde pessoal       | Recorde pessoal do atleta (Personal best)    | Recorde da Oceania    | Recorde da Oceania (Oceania)          | DSQ / DQ                   | Desclassificado (Disqualified)            |   |                                      |
| Recorde da temporada  | Recorde da temporada do atleta (Season best) | Recorde sul-americano | Recorde sul-americano (South America) | NM                         | Sem marca (No mark)                       |   |                                      |